# Burg Utkoven
Die Burg Utkoven, auch Utkofen geschrieben, ist eine abgegangene Spornburg auf einem Felsen nordöstlich der Donautalbrücke gegenüber der Fürstlichen Domäne Nickhof der Gemeinde Inzigkofen im Landkreis Sigmaringen in Baden-Württemberg.

## Geographische Lage
Die Burg am Nickhof liegt 1,2 Kilometer nordwestlich von Inzigkofen auf einem knapp 100 Höhenmeter über dem Donautal aufragenden bizarren 660 m ü. NN hohen Felsturm.
In unmittelbarer Nähe in westlicher Richtung liegt die Burgruine Neugutenstein, und etwas weiter in dieser Richtung die Burgruine Dietfurt.

## Geschichte
Über diese kleine Burganlage auf einem Felsturm über der Donau sind bis heute keine geschichtlichen Nachweise bekannt geworden, vermutlich wurde sie von den edelfreien Herren von Utkoven als Stammsitz erbaut.
Der Ort Utkoven, dessen Name vermutlich Nikkoven heißen sollte, wurde im Jahr 1306 erstmals urkundlich erwähnt, und befand sich an der Stelle des heutigen Nickhofes, also unmittelbar am gegenüberliegenden Donauufer.
Nach Auswertung von keramischen Lesefunden, wurde die Burg während der ersten Hälfte des 12. Jahrhunderts errichtet. Ein allzu langes Bestehen war ihr allerdings nicht beschieden, sie wurde nach den Lesefunden zufolge schon am Ende desselben Jahrhunderts wieder verlassen.
Später wechselte der Ort Nickhofen, der 1362 als „Nickhoffen“, 1418 als „Nutkofen“ und 1427 als „Nykofen“ bezeichnet wurde, und mit ihm vielleicht die abgegangene Burg, oft den Besitzer. So war „Nikofen“ im Jahr 1441 Eigentum der Grafen von Werdenberg, ab 1534 im Besitz von Graf Friedrich von Fürstenberg und ging 1841 an die hohenzoller Nebenlinie der Grafen von Hohenzollern-Sigmaringen über, in deren Besitz sie auch heute noch ist.
Die Burg Utkoven wurde erst 1988 von Christoph Stauß (Gestalter vieler Rekonstruktionsskizzen von Burgen im oberen Donautal auf den Hinweisschildern des Schwäbischen Albvereins) auf einem Felsen in der Nähe des Bahnhofs Inzigkofen wiederentdeckt.

## Beschreibung
Die Burganlage befand sich auf einem senkrecht zum Donautal hin abfallenden Felsturm, der sich spornartig aus dem felsigen Talufer in südöstliche Richtung erstreckt (Bild 1). Nach Nordwesten ist der Burgfelsen, der sich nur wenige Meter unterhalb der Hangkante befindet, mit dem Berghang verbunden, so dass sich nur hier ein Zugang zur Burg befinden konnte.
Die Burgfläche wird an der engsten Stelle des Spornes durch einen 2,5 Meter tiefen Halsgraben vom Hinterland abgetrennt (Bild 2), dieser Sohlgraben (Bild 3) wurde zusätzlich in einer schon natürlich vorhandenen Felskluft angelegt. 
An der burgseitigen Grabenwand steigt die Frontmauer der Anlage noch etwa 1 bis 2 Meter hoch an (Bild 4), sie besteht aus mit Kleinquadern verblendetem Mauerwerk. Von diesem etwa 10 Meter langen Mauerstück ist heute auf circa 6 Meter Länge nur noch das Kernmauerwerk zu sehen. In der Mitte dieser Mauer haben sich dagegen noch neun Quaderlagen des sauber geschichteten Mauerwerkes der Mauerverblendung erhalten (Bild 4 und 5). Die Größe der Steinformate steigt von der untersten Quaderlage zur obersten an.
Ein möglicher Zugang zur Burg lag am nordöstlichen Ende dieser Frontmauer und führte auf eine etwas tiefer als die Burgfläche liegende Terrasse im Norden der Burganlage. 
Auf der dem Graben folgenden, unregelmäßigen Burgfläche war nur wenig Platz für größere Gebäude, an der östlichen Spornspitze findet sich eine etwa 3 Meter breite verebnete Fläche mit rechtwinkliger Herausarbeitung am Fels (Bild 6, 7 und 8), vermutlich die Lage des Wohngebäudes in Fachwerkbauweise.

## Bilder

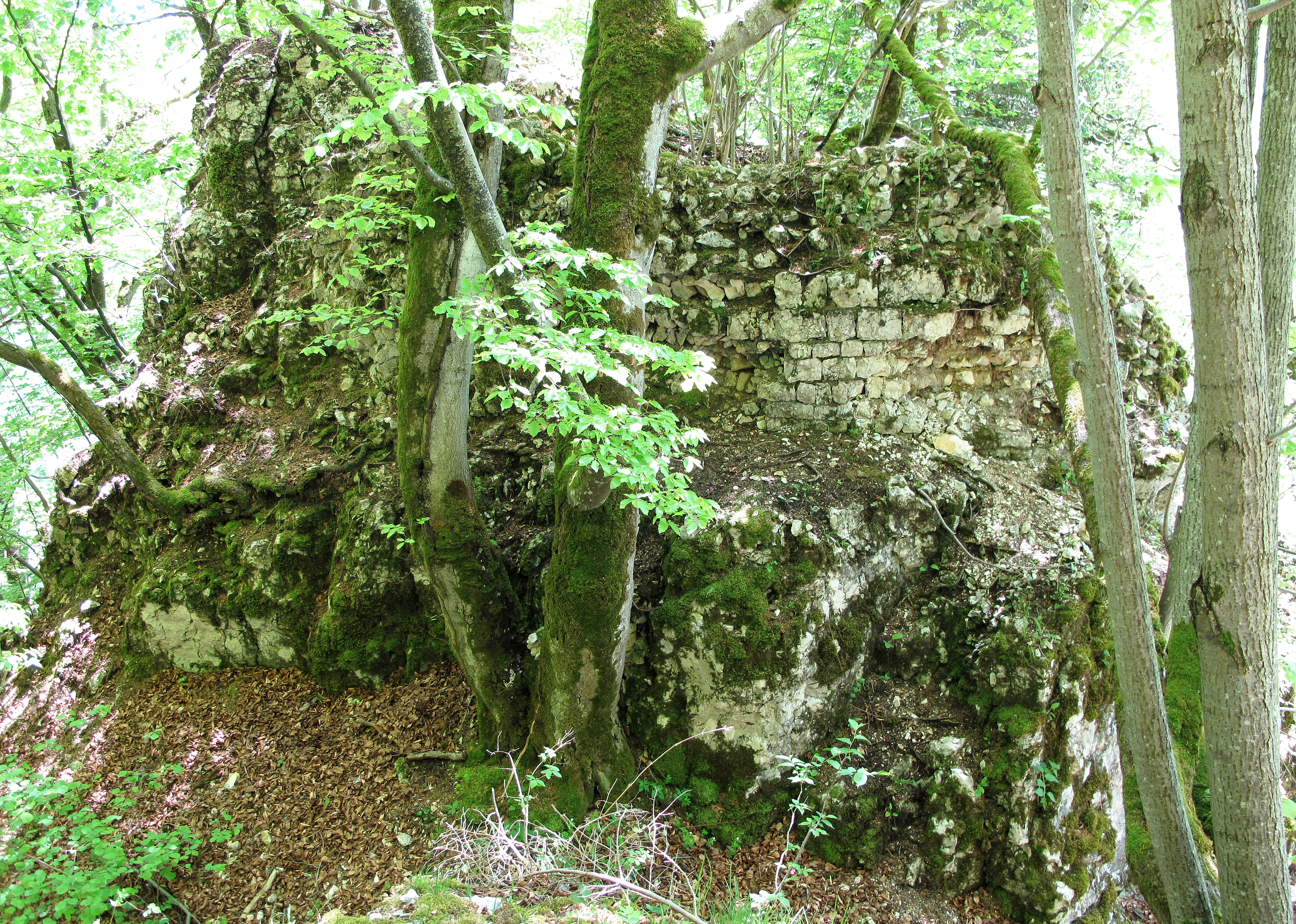
Bild 2: Die Nordwestseite der Burgstelle mit Resten der Frontmauer oberhalb des Halsgrabens
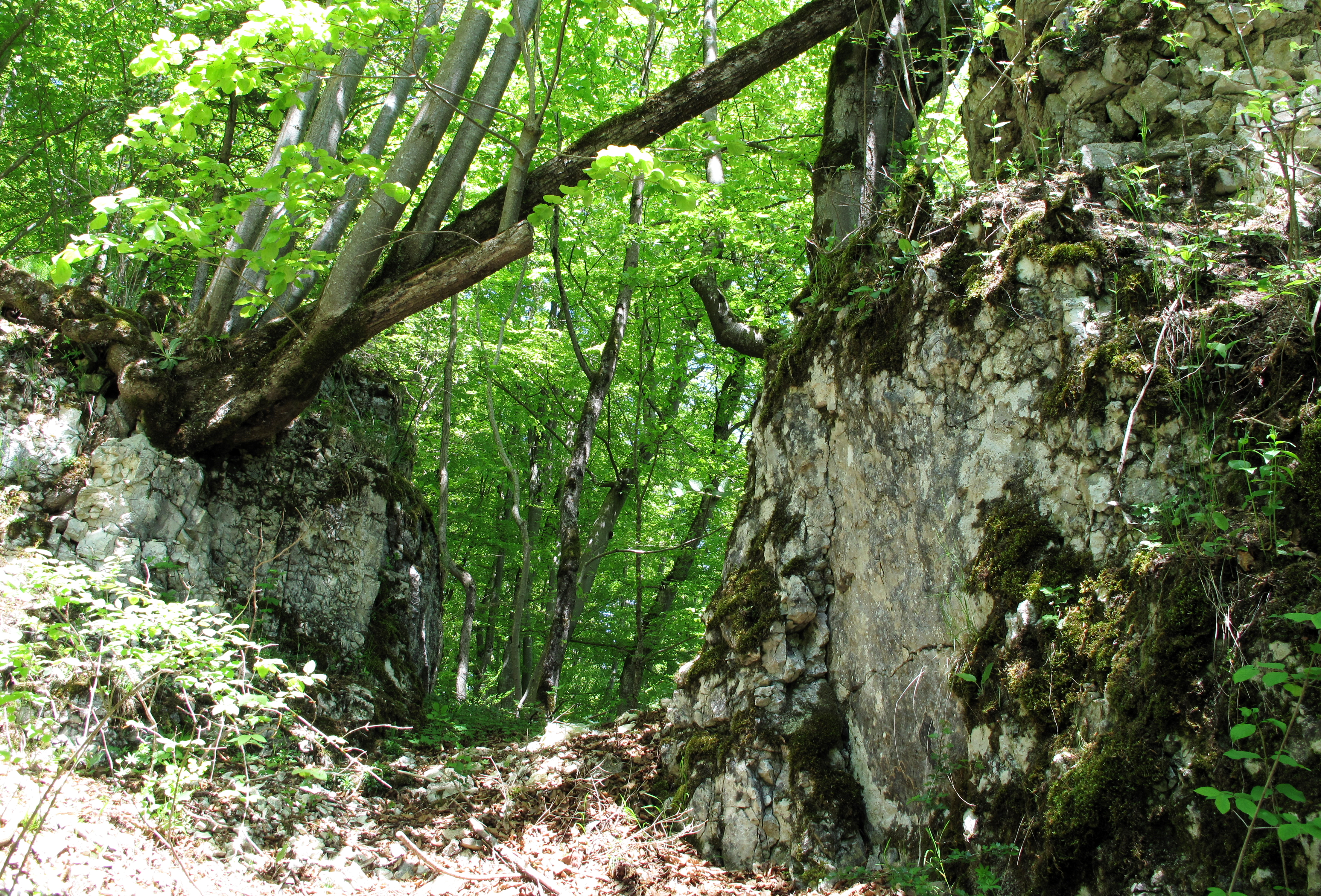
Bild 3: Bergseitiger Halsgraben unterhalb der Frontmauer
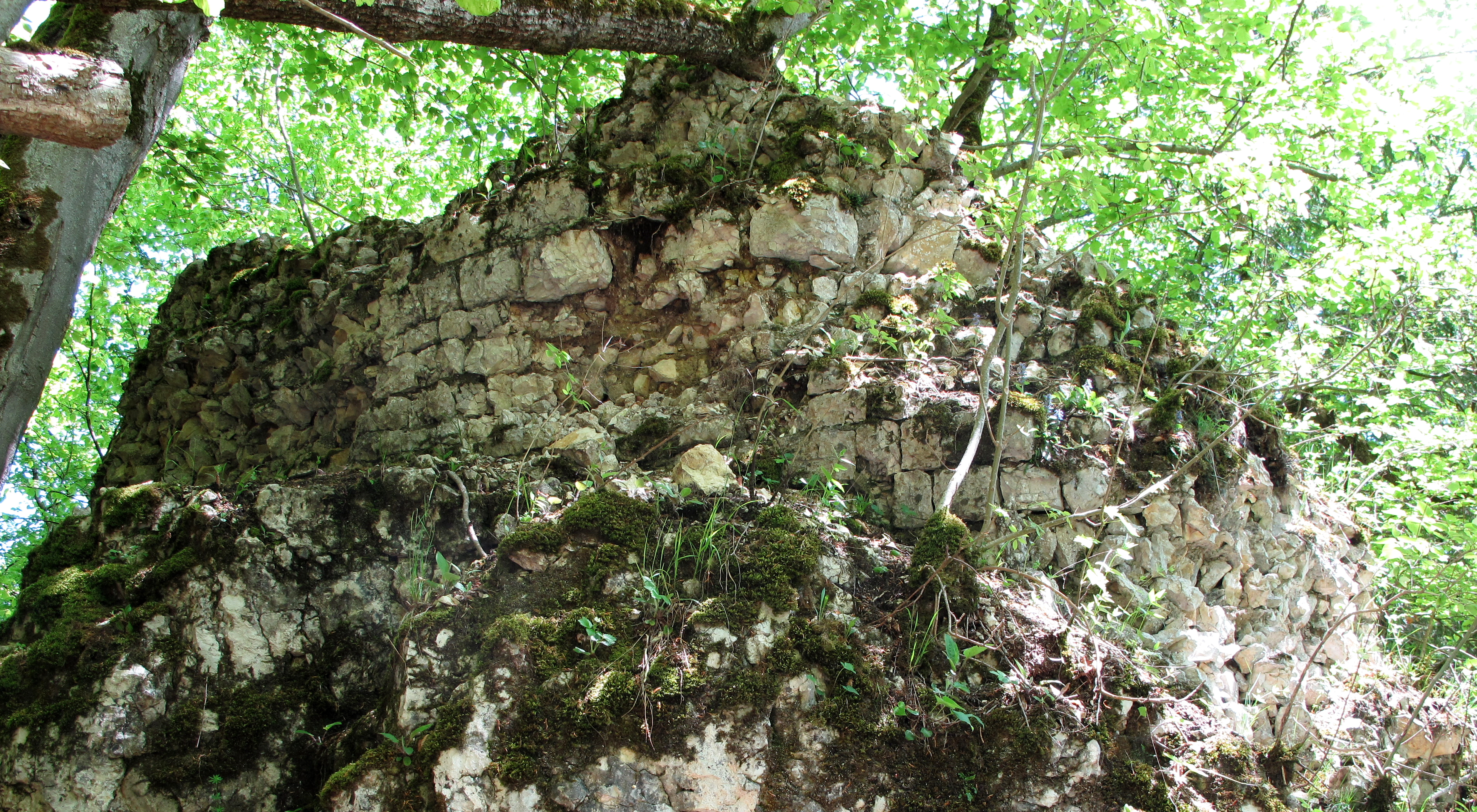
Bild 4: Die etwa 10 Meter lange nordwestliche Frontmauer der Burganlage
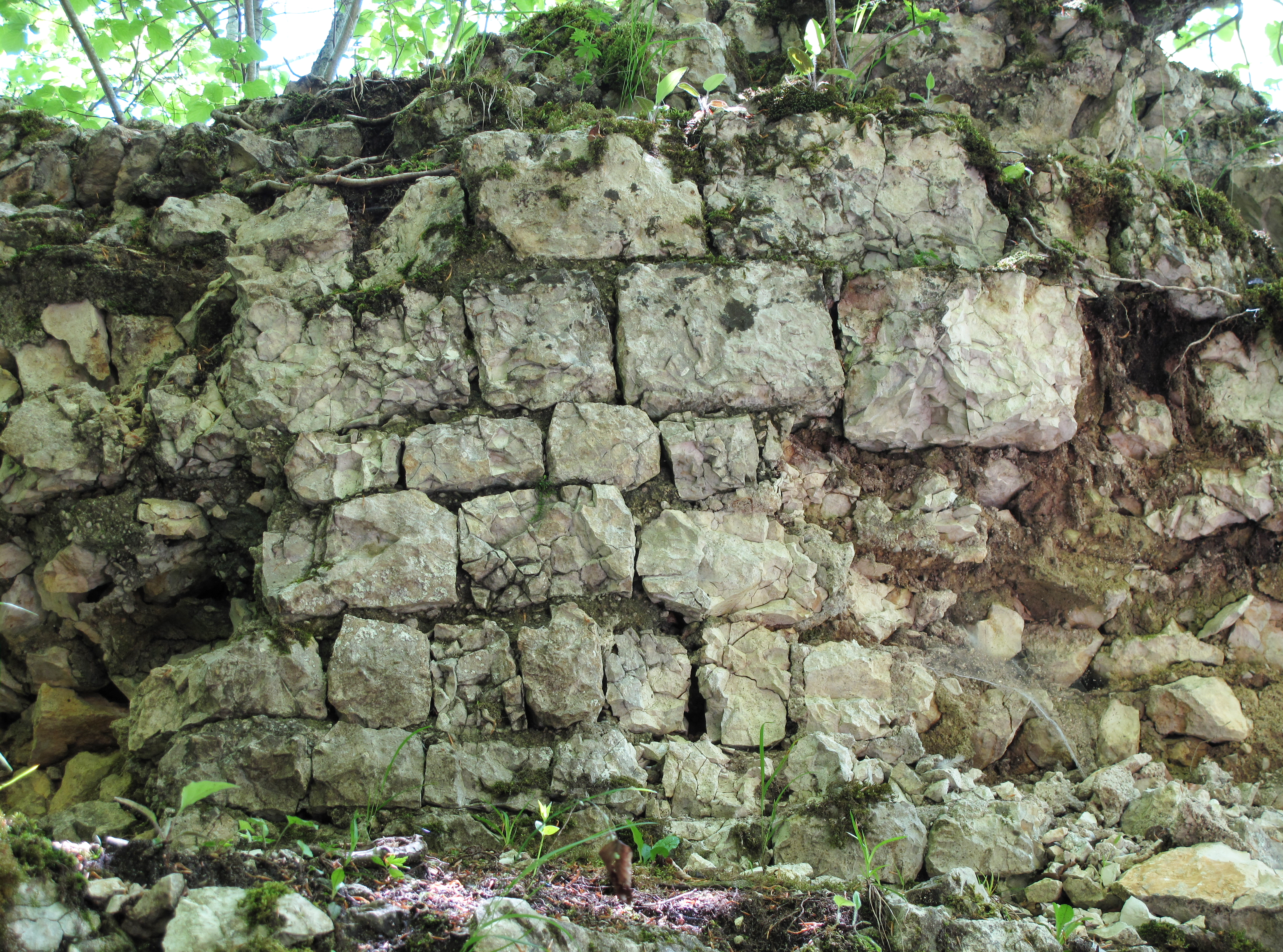
Bild 5: Reste der Frontmauer mit Kleinquaderverblendung
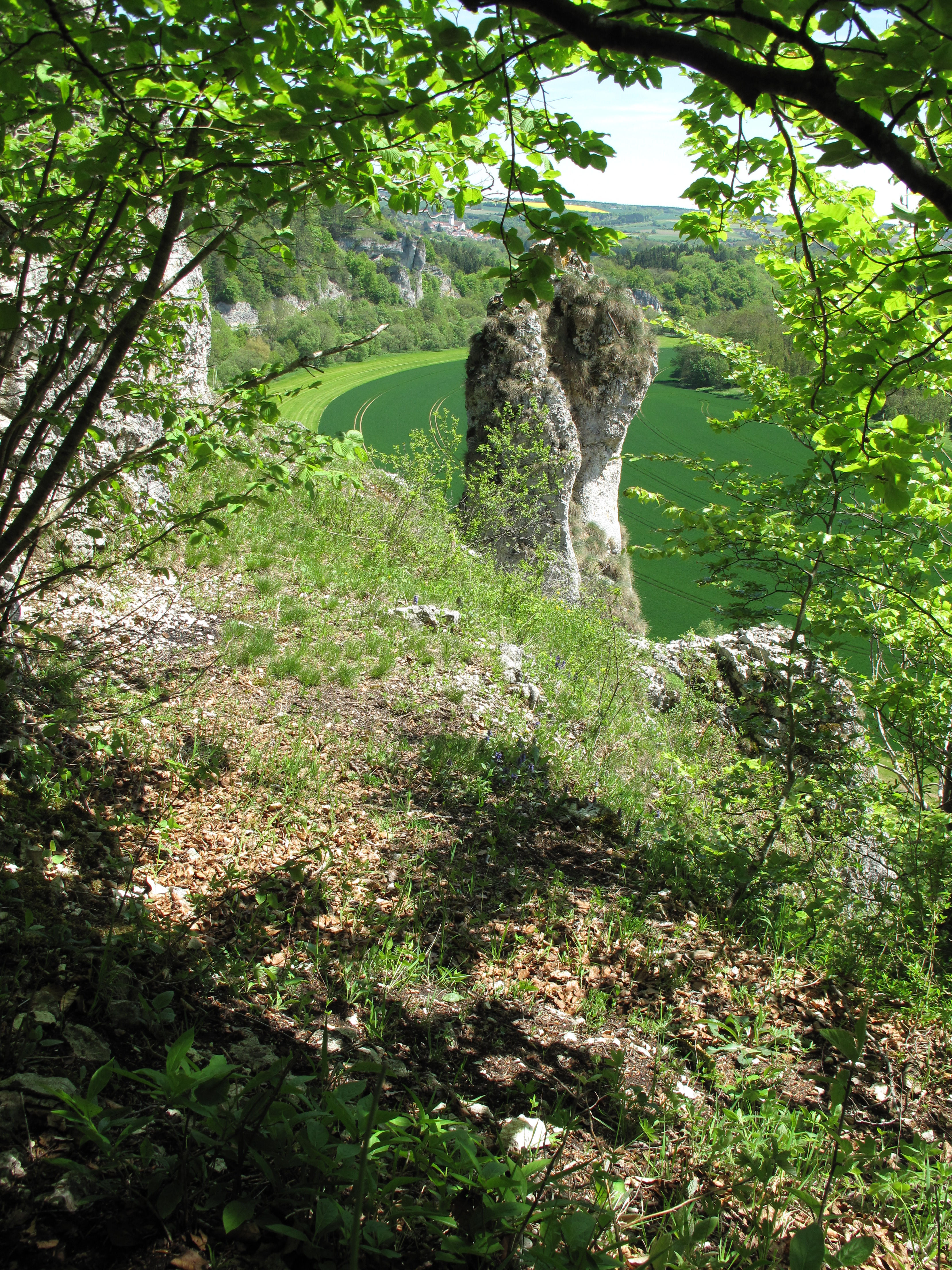
Bild 6: In den Fels gearbeitete Fläche auf dem östlichen Felsvorsprung. Vermuteter Standort eines Gebäudes
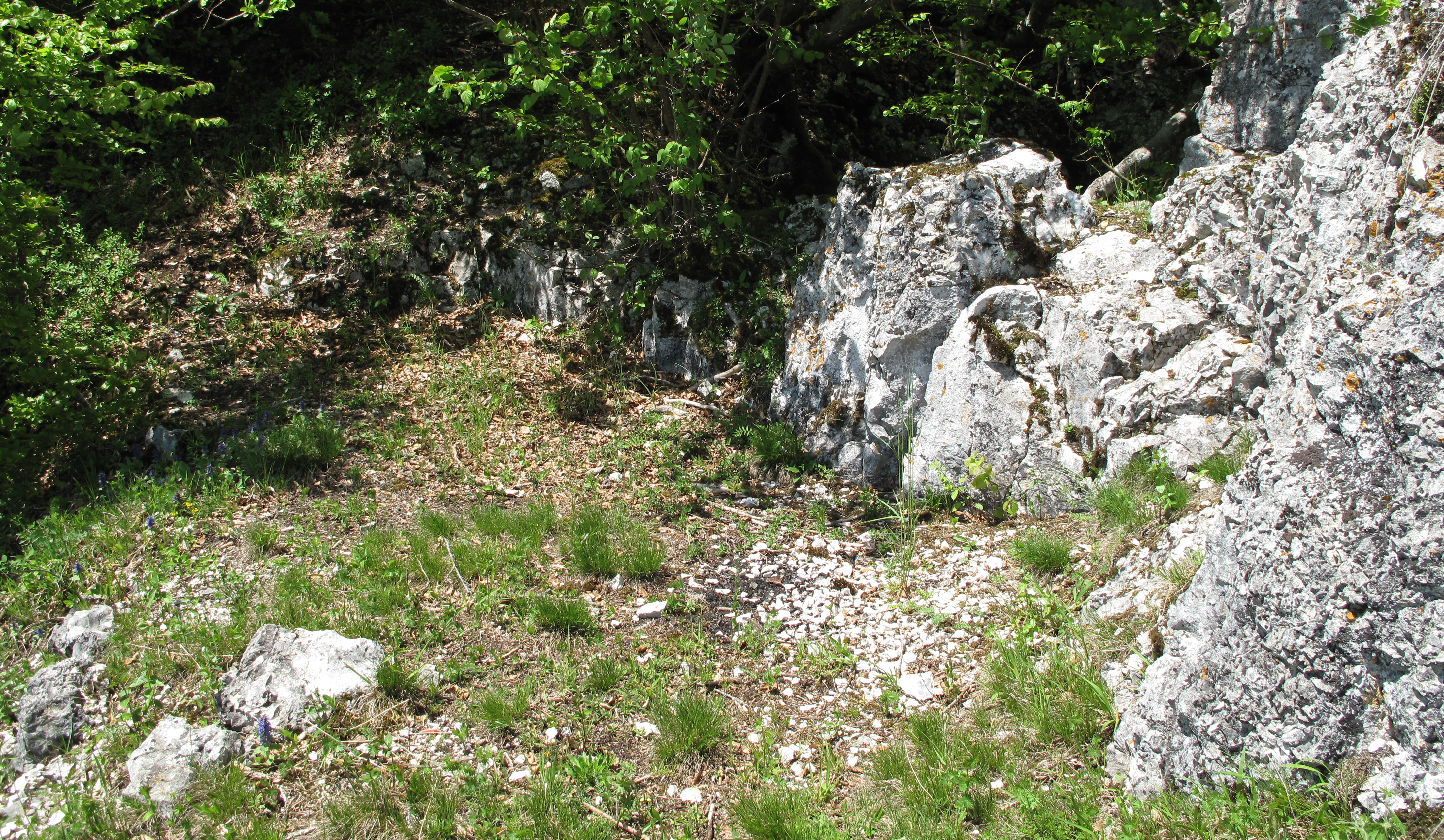
Bild 7: In den Fels gearbeitete ca. 3 m breite rechtwinklige Gebäudeebene. Denkbar hier, ein Fachwerkbau mit Auskragungen
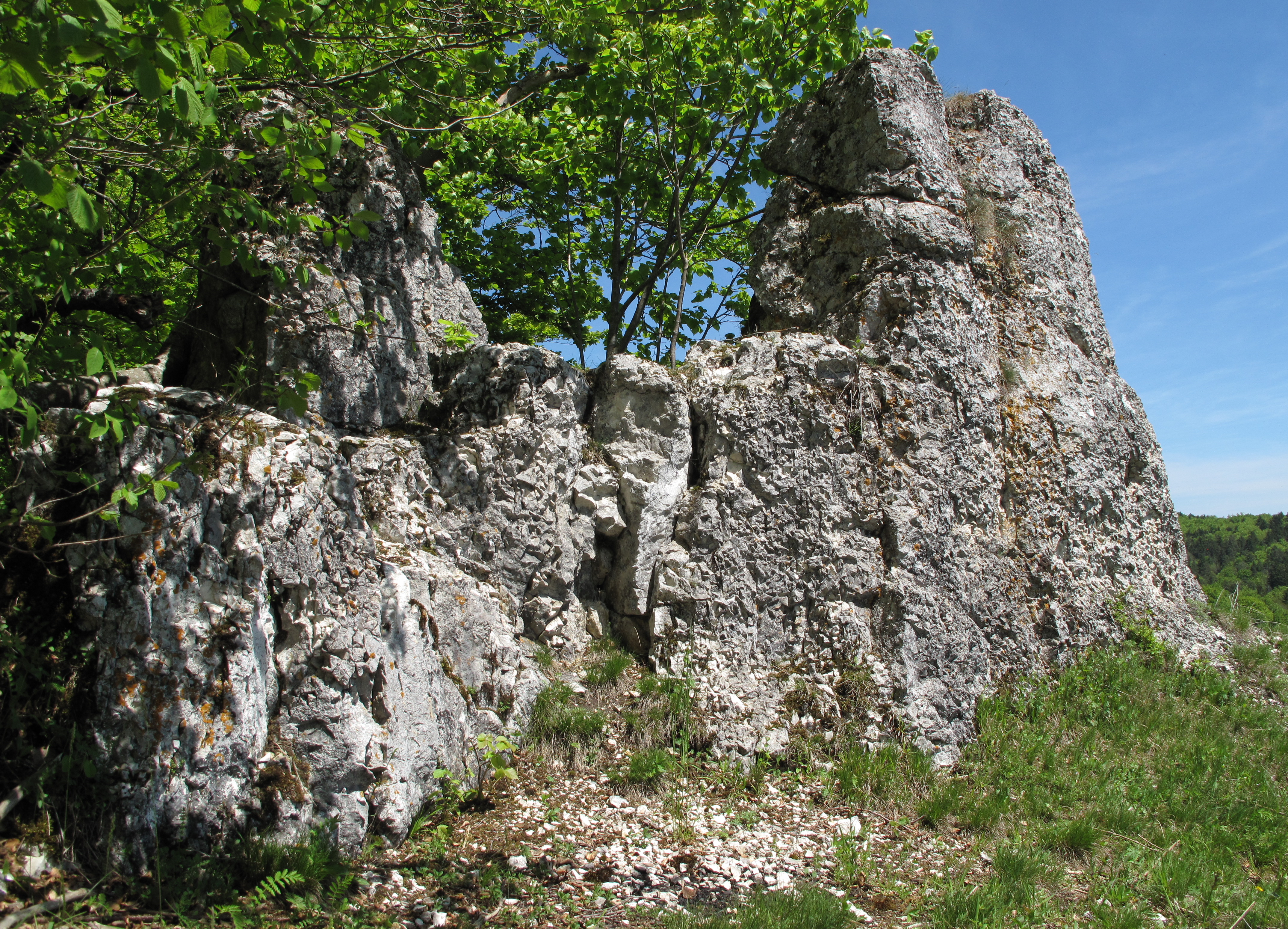
Bild 8: Aus dem Fels gearbeitete Gebäudeeinfassung an der östlichen Spornspitze